# Fritz Hollings

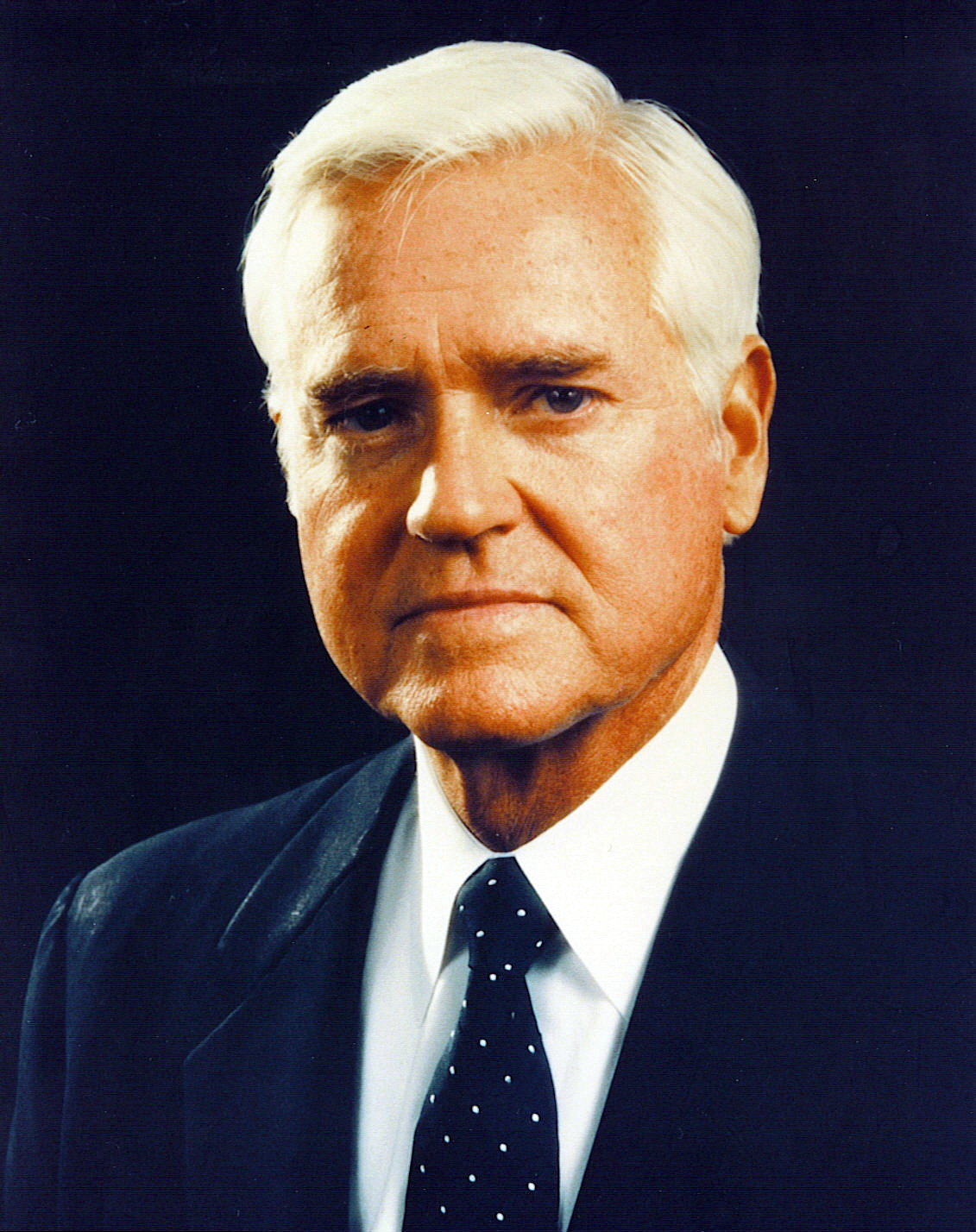
Fritz Hollings

Ernest Frederick „Fritz“ Hollings (* 1. Januar 1922 in Charleston, South Carolina; † 6. April 2019 in Isle of Palms, Charleston County, South Carolina) war ein US-amerikanischer Politiker. Er gehörte der Demokratischen Partei an und war von 1959 bis 1963 Gouverneur von South Carolina und von 1966 bis 2005 Mitglied im Senat der Vereinigten Staaten.

## Frühe Jahre und politischer Aufstieg
Fritz Hollings besuchte bis 1942 die Citadel Militärakademie in Charleston, South Carolina. Während des Zweiten Weltkriegs diente er in der US-Armee, bei der er es bis zum Captain brachte. Nach dem Krieg studierte er an der University of South Carolina Jura und wurde 1947 als Rechtsanwalt zugelassen. Von 1948 bis 1954 war Hollings Abgeordneter im Landesparlament von South Carolina. Seit 1950 war er als Speaker dessen Präsident. Von 1955 bis 1959 war er unter Gouverneur George Bell Timmerman dessen Vizegouverneur.

## Gouverneur von South Carolina
Für die 1958 anstehenden Gouverneurswahlen wurde er von seiner Demokratischen Partei als Spitzenkandidat aufgestellt und am 4. November ohne Gegenkandidaten gewählt. Während seiner vierjährigen Amtszeit bis zum 15. Januar 1963 vertrat er eine grundsätzlich konservative, segregationistische Politik. Zur Erinnerung an den 100. Jahrestag des Austritts von South Carolina aus der Union ließ er die Fahne der Konföderation auf dem Kapitol in Columbia hissen. Es gab damals in South Carolina immer wieder Protestmärsche und Demonstrationen im Rahmen der Bürgerrechtsbewegung. Der Gouverneur und die damals konservativ geprägte demokratische Partei wehrten sich dagegen und verbaten sich Einmischungen von außerhalb, insbesondere der Bundesregierung. Der Rassenkonflikt spitzte sich damals in South Carolina, wie in den meisten Südstaaten, dramatisch zu. Trotz seiner grundsätzlich ablehnenden Haltung zeigte sich Hollings allerdings kompromissbereit und unterstützte schließlich die Abschaffung der Rassentrennung an öffentlichen Schulen und Universitäten. Anders als in vielen anderen Bundesstaaten kam es in South Carolina in den 1960er-Jahren nicht zu weitverbreiteten Gewaltausbrüchen.
Während der Amtszeit von Hollings fanden für längere Zeit die letzten Hinrichtungen statt. Er war auch Mitglied eines Bundesausschusses, der für die Beziehungen der Bundesstaaten untereinander zuständig war, und er war Berater der regionalen Produzenten atomarer Energie.

## Mitgliedschaft im US-Senat und weiterer Lebensweg
Da die Verfassung eine direkte Wiederwahl untersagte, schied Hollings am 15. Januar 1963 aus seinem Amt aus. Für kurze Zeit war er als Anwalt tätig, ehe er im Jahr 1966 in den US-Senat gewählt wurde, in dem er bis zum Januar 2005 verblieb. Er war unter anderem Vorsitzender im Ausschuss für Handel, Forschung und Transport und  verschiedenen anderen Ausschüssen, etwa dem Budgetausschuss, vertreten. Im Jahr 1984 bewarb er sich erfolglos um die demokratische Nominierung als Präsidentschaftskandidat. Während seiner Zeit im Senat galt er als gemäßigt konservativ und wurde insgesamt fünf Mal mit deutlicher Mehrheit wiedergewählt. Hollings setzte sich besonders für eine starke Verteidigung ein – die US-Streitkräfte waren in South Carolina ein bedeutender Arbeitgeber – und war entschiedener Befürworter eines ausgeglichenen Staatshaushalts.
Nach Hollings’ Tod würdigte die Vorsitzende des Repräsentantenhauses, Nancy Pelosi ihn als „einen Giganten des Senats, einen Helden aus South Carolina und einen beliebten, mutigen und von Überzeugungen geleiteten Staatsmann“. Der frühere Vizepräsident Joe Biden nannte Hollings seinen „Freund und Seelenverwandten“, der ihn in seinem Leben politisch und persönlich immer unterstützt habe.